# Castillo-Albaráñez
Castillo-Albaráñez é um município da Espanha, na província de Cuenca, comunidade autônoma de Castela-Mancha. Tem 12,43 km² de área e em 2021 tinha 20 habitantes (densidade: 1,6 hab./km²). Limita com os municípios de Arrancacepas, Cañaveras, Olmedilla de Eliz e Villas de la Ventosa.